# Stefano Pozzolini
Stefano Pozzolini (Genova, 31 luglio 1977) è un ex snowboarder italiano.

## Biografia
Nato a Genova nel 1977, debutta in Coppa del Mondo a 20 anni, il 6 dicembre 1997, al Sestriere, nello snowboard cross, sua specialità.
Nel 2001 prende parte ai Mondiali di Madonna di Campiglio, non terminando la gara di snowboard cross.
2 anni dopo, alla competizione iridata di Kreischberg, in Austria, è invece 10º.
Il 16 gennaio 2004 ottiene la sua prima e unica vittoria in Coppa del Mondo, trionfando nello snowboard cross ad Arosa, in Svizzera.
L'anno successivo, ai Mondiali di Whistler, in Canada, arriva 17º nello snowboard cross.
A 28 anni partecipa ai Giochi olimpici di Torino 2006, nello snowboard cross, passando le qualificazioni con il 19º tempo, 1'22"23, ma uscendo nel suo ottavo di finale, dove arriva 3º (passavano ai quarti i primi 2).
Ai Mondiali 2007 di Arosa, in Svizzera, termina 24º nello snowboard cross.
Nel 2009 a Gangwon, in Corea del Sud, è invece 22º, sempre nello snowboard cross.
L'anno successivo prende parte di nuovo alle Olimpiadi, quelle di Vancouver 2010, nello snowboard cross, passando il turno di qualificazione come 18º, in 1'23"08 e gli ottavi di finale come 2º, ma uscendo ai quarti, dove arriva 3º.
Termina la carriera nel 2014, a 36 anni, con una vittoria in Coppa del Mondo e un 62º posto nel 2006 come miglior piazzamento in Coppa del Mondo di snowboard.
Dopo il ritiro è diventato tecnico di snowboard cross, insieme al fratello gemello Luca, allenando anche Michela Moioli, oro a Pyeongchang 2018.

## Palmarès

### Coppa del Mondo
- Miglior piazzamento nella Coppa del Mondo di snowboard: 62º nel 2006.
- 1 podio:
  - 1 vittoria
  - 0 secondi posti
  - 0 terzi posti

#### Coppa del Mondo - vittorie
| Data            | Località | Nazione  | Spec. |
| --------------- | -------- | -------- | ----- |
| 16 gennaio 2004 | Arosa    | Svizzera | SC    |

Legenda:

SC = Snowboard cross